# World Tour w siatkówce plażowej 2013
World Tour w siatkówce plażowej 2013 były organizowane przez FIVB i składały się 10 turniejów Grand Slam oraz Mistrzostw Świata w Starych Jabłonkach. Turnieje Open nie wliczały się do cyklu World Tour i był traktowane jako oddzielne zawody. Po raz pierwszy od 2002 roku Swatch nie był tytularnym sponsorem rozgrywek. 

## Zawody

### Klasyfikacja turniejów
| World Championships |
| Grand Slam          |
| Open                |

### Mężczyźni
| Turniej                                                           | 1 miejsce                                                     | 2 miejsce                                 | 3 miejsce                                              | 4 miejsce                                 |
| ----------------------------------------------------------------- | ------------------------------------------------------------- | ----------------------------------------- | ------------------------------------------------------ | ----------------------------------------- |
| Fuzhou Open Fuzhou, Chiny 23 - 27 kwietnia                        | Phil Dalhausser Sean Rosenthal 21-18, 24-22                   | Daniele Lupo Paolo Nicolai                | Alexander Huber Robin Seidl 21-18, 21-18               | Álvaro Morais Filho Ricardo Santos        |
| Shanghai Grand Slam Szanghaj, Chiny 30 kwietnia - 4 maja          | Jake Gibb Casey Patterson 21-16, 9-21, 15-9                   | Bruno Oscar Schmidt Pedro Solberg Salgado | Álvaro Morais Filho Ricardo Santos 21-12, 21-10        | Michał Kądzioła Jakub Szałankiewicz       |
| Corrientes Grand Slam Corrientes, Argentyna 22 - 26 maja          | Aleksandrs Samoilovs Jānis Šmēdiņš 21-16, 21-19               | Jake Gibb Casey Patterson                 | Daniele Lupo Paolo Nicolai 21-13, 23-21                | Bruno Oscar Schmidt Pedro Solberg Salgado |
| Transavia The Hague Grand Slam Haga, Holandia 11 - 16 czerwca     | Bruno Oscar Schmidt Pedro Solberg Salgado 21-19, 21-12        | Aleksandrs Samoilovs Jānis Šmēdiņš        | Grzegorz Fijałek Mariusz Prudel 21-18, 21-16           | Alexander Huber Robin Seidl               |
| Smart Grand Slam Rome Rzym, Włochy 18 - 23 czerwca                | Phil Dalhausser Sean Rosenthal 21-19, 21-18                   | Aleksandrs Samoilovs Jānis Šmēdiņš        | Bruno Oscar Schmidt Pedro Solberg Salgado 21-10, 21-11 | Emanuel Rego Alison Cerutti               |
| World Championships Stare Jabłonki, Polska 2 - 7 lipca            | Alexander Brouwer Robert Meeuwsen 21-18, 21-16                | Álvaro Morais Filho Ricardo Santos        | Jonathan Erdmann Kay Matysik 21-17, 21-19              | Emanuel Rego Alison Cerutti               |
| Gstaad Grand Slam Gstaad, Szwajcaria 10 - 14 lipca                | Álvaro Morais Filho Ricardo Santos 21-16, 21-18               | Bruno Oscar Schmidt Pedro Solberg Salgado | Jake Gibb Casey Patterson 21-18, 21-18                 | Alexander Brouwer Robert Meeuwsen         |
| Long Beach Grand Slam Long Beach, Stany Zjednoczone 22 - 27 lipca | Phil Dalhausser Sean Rosenthal 21-15, 21-18                   | Adrián Gavira Pablo Herrera               | Daniele Lupo Paolo Nicolai 21-16, 21-13                | Jake Gibb Casey Patterson                 |
| Anapa Open Anapa, Rosja 24 - 28 lipca                             | Yaroslav Koshkarev Konstantin Semenov 25-23, 24-26, 15-13     | Lars Flüggen Alexander Walkenhorst        | Viacheslav Krasilnikov Alexey Pastukhov walkower       | Finn Dittelbach Eric Koreng               |
| Berlin Smart Grand Slam Berlin, Niemcy 6 - 10 sierpnia            | Vitor Felipe Evandro Oliveira 21-23, 21-13, 15-10             | Viacheslav Krasilnikov Konstantin Semenov | Adrián Gavira Pablo Herrera 21-19, 21-16               | Alex Ranghieri Andrea Tomatis             |
| Moscow Grand Slam Moskwa, Rosja 21 - 25 sierpnia                  | Aleksandrs Samoilovs Jānis Šmēdiņš 21-17, 21-16               | Emanuel Rego Evandro Oliveira             | Álvaro Morais Filho Ricardo Santos 21-15, 21-14        | Alexander Horst Lorenz Petutschnig        |
| São Paulo Grand Slam São Paulo, Brazylia 8 - 13 października      | Bruno Oscar Schmidt Pedro Solberg Salgado 23-21, 19-21, 15-13 | Phil Dalhausser Casey Jennings            | Aleksandrs Samoilovs Jānis Šmēdiņš 21-14, 21-12        | Adrián Gavira Pablo Herrera               |
| Xiamen Grand Slam Xiamen, Chiny 22 - 26 października              | Alison Cerutti Vitor Felipe 18-21, 21-15, 15-13               | Alexander Brouwer Robert Meeuwsen         | Daniele Lupo Paolo Nicolai 22-20, 21-19                | Jon Stiekema Christiaan Varenhorst        |
| Durban Open Durban, Republika Południowej Afryki 11 - 14 grudnia  | Aleksandrs Samoilovs Jānis Šmēdiņš 15-21, 21-17, 15-10        | Mārtiņš Pļaviņš Aleksandrs Solovejs       | Bruno Oscar Schmidt Pedro Solberg Salgado walkower     | Jan Dumek Premysl Kubala                  |

### Kobiety
| Turniej                                                           | 1 miejsce                                         | 2 miejsce                            | 3 miejsce                                                | 4 miejsce                               |
| ----------------------------------------------------------------- | ------------------------------------------------- | ------------------------------------ | -------------------------------------------------------- | --------------------------------------- |
| Fuzhou Open Fuzhou, Chiny 24 - 28 kwietnia                        | Xue Chen Zhang Xi 21-14, 21-10                    | Elsa Baquerizo Liliana Fernández     | Katrin Holtwick Ilka Semmler 21-17, 21-18                | Madelein Meppelink Sophie van Gestel    |
| Shanghai Grand Slam Szanghaj, Chiny 1 - 5 maja                    | Talita Antunes Taiana Lima 21-13, 21-11           | Doris Schwaiger Stefanie Schwaiger   | Carolina Salgado Maria Clara Salgado 16-21, 21-19, 15-8  | Madelein Meppelink Sophie van Gestel    |
| Corrientes Grand Slam Corrientes, Argentyna 22 - 25 maja          | Madelein Meppelink Sophie van Gestel 21-17, 21-19 | Ágatha Bednarczuk Maria Antonelli    | Carolina Salgado Maria Clara Salgado 21-16, 19-21, 15-13 | Jennifer Kessy April Ross               |
| Transavia The Hague Grand Slam Haga, Holandia 11 - 16 czerwca     | Talita Antunes Taiana Lima 21-16, 21-13           | Carolina Salgado Maria Clara Salgado | Katrin Holtwick Ilka Semmler 21-12, 21-14                | Jantine van der Vlist Marloes Wesselink |
| Smart Grand Slam Rome Rzym, Włochy 18 - 23 czerwca                | Talita Antunes Taiana Lima 21-17, 19-21, 15-12    | Jennifer Kessy April Ross            | Liliane Maestrini Bárbara Seixas 21-17, 21-19            | Karla Borger Britta Büthe               |
| World Championships Stare Jabłonki, Polska 1 - 6 lipca            | Xue Chen Zhang Xi 18-21, 21-17, 21-19             | Karla Borger Britta Büthe            | Liliane Maestrini Bárbara Seixas 21-18, 21-15            | Whitney Pavlik April Ross               |
| Gstaad Grand Slam Gstaad, Szwajcaria 9 - 14 lipca                 | Xue Chen Zhang Xi 21-16, 21-14                    | Liliane Maestrini Bárbara Seixas     | Talita Antunes Taiana Lima 21-14, 21-13                  | Laura Ludwig Kira Walkenhorst           |
| Long Beach Grand Slam Long Beach, Stany Zjednoczone 22 - 26 lipca | Talita Antunes Taiana Lima 20-22, 21-15, 15-13    | Carolina Salgado Maria Clara Salgado | Katrin Holtwick Ilka Semmler 21-18, 25-23                | Emily Day Summer Ross                   |
| Anapa Open Anapa, Rosja 23 - 27 lipca                             | Jekatierina Birłowa Evgeniya Ukolova 21-10, 21-14 | Teresa Mersmann Isabel Schneider     | Svetlana Popova Maria Prokopeva 21-16, 21-12             | Heather McGuire Kaitlin Nielsen         |
| Berlin Smart Grand Slam Berlin, Niemcy 7 - 11 sierpnia            | Talita Antunes Taiana Lima 16-21, 23-21, 15-12    | Katrin Holtwick Ilka Semmler         | Jennifer Fopma Brooke Sweat 21-18, 17-21, 15-12          | Kristýna Kolocová Markéta Sluková       |
| Moscow Grand Slam Moskwa, Rosja 21 - 25 sierpnia                  | Carolina Salgado Maria Clara Salgado 21-15, 21-18 | Laura Ludwig Kira Walkenhorst        | Elsa Baquerizo Liliana Fernández 22-20, 21-19            | Marta Menegatti Viktoria Orsi Toth      |
| São Paulo Grand Slam São Paulo, Brazylia 8 - 13 października      | Kerri Walsh April Ross 19-21, 31-29, 15-12        | Laura Ludwig Kira Walkenhorst        | Ágatha Bednarczuk Maria Antonelli 25-23, 13-21, 15-10    | Marta Menegatti Viktoria Orsi Toth      |
| Xiamen Grand Slam Xiamen, Chiny 23 - 27 października              | Kerri Walsh April Ross 21-14, 17-21, 15-12        | Talita Antunes Taiana Lima           | Laura Ludwig Kira Walkenhorst 21-14, 21-19               | Katrin Holtwick Ilka Semmler            |
| Phuket Open Phuket, Tajlandia 29 października - 3 listopada       | Xue Chen Xia Xinyi 21-16, 21-18                   | Emily Day Summer Ross                | Carolina Salgado Maria Clara Salgado 21-18, 24-22        | Ágatha Bednarczuk Maria Antonelli       |
| Durban Open Durban, Republika Południowej Afryki 11 - 14 grudnia  | Xue Chen Xia Xinyi 21-18, 21-18                   | Chantal Laboureur Julia Sude         | Jennifer Kessy Whitney Pavlik 36-34, 21-18               | Teresa Mersmann Isabel Schneider        |